# Biskupice-škola
Das Fauna-Flora-Habitat-Gebiet Biskupice-škola (deutsch: Biskupice-Schule) liegt in der tschechischen Ortschaft Biskupice-Pulkov. Das nur 366 m² große Schutzgebiet gehört zum europäischen Schutzgebietsnetz Natura 2000 und umfasst das Schulhaus in der Ortschaft Biskupice. Das Gebäude ist ein regional bedeutendes Sommerquartier für das Große Mausohr, eine Fledermausart des Anhangs II der FFH-Richtlinie. Es wurden bis zu zehn Tiere gezählt. 
Ein weiteres, ebenfalls als FFH-Gebiet ausgewiesenes Fledermausquartier, liegt nur 160 m nordöstlich in der Biskupicer Kirche.

## Schutzzweck
Folgende Arten von gemeinschaftlichem Interesse kommen im Gebiet vor:
| Bild | EU Code | * | Art            | wissenschaftlicher Name | Artengruppe |
| ---- | ------- | - | -------------- | ----------------------- | ----------- |
|      | 1324    |   | Großes Mausohr | Myotis myotis           | Säugetiere  |